# تيودور وولف
تيودور وولف (بالألمانية: Franz Theodor Wolf)‏ (و. 1841 – 1924 م) هو مستكشف، وعالم نبات، وأستاذ جامعي من الاتحاد الألماني.
توفي في دريسدن، عن عمر يناهز 83 عاماً.